# P&O Ferries

Flaga P&O

P&O Ferries Holdings Ltd. – brytyjskie przedsiębiorstwo zarządzające flotą morskich promów pasażersko-samochodowych, kursujących pomiędzy Wielką Brytanią a Irlandią i Europą kontynentalną. Jedna z kilku spółek posługujących się marką P&O. Właścicielem spółki jest emirackie przedsiębiorstwo DP World. Siedziba spółki mieści się w Dover.

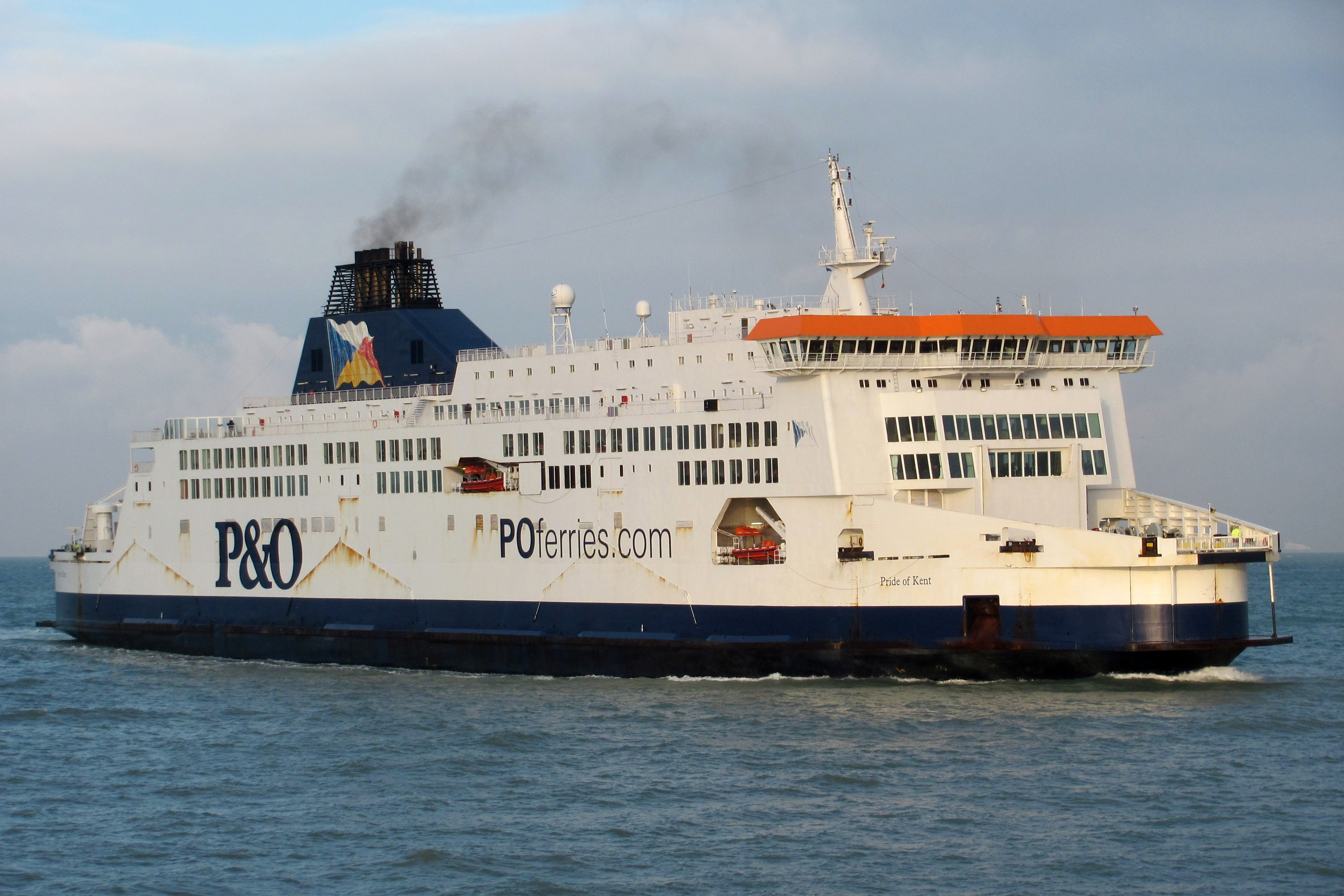
Prom „Pride of Kent” wpływający do portu w Calais

## Połączenia
Spółka obsługuje dziewięć połączeń, w tym pięć pasażersko-towarowych, jedno pasażerskie i trzy towarowe (stan na styczeń 2013):
- Cairnryan –  Larne
- Dover –  Calais
- Kingston upon Hull –  Rotterdam
- Kingston upon Hull –  Zeebrugge
- Liverpool –  Dublin
- Teesport –  Rotterdam (tylko towarowe)
- Teesport –  Zeebrugge (tylko towarowe)
- Tilbury –  Zeebrugge (tylko towarowe)
- Troon –  Larne (tylko pasażerskie)

## Flota
- Spirit of Britain[3]
- Spirit of France[4]
- Pride of Kent[5]
- Pride of Burgundy[6]
- Pride of Canterbury[7]
- Pride of Rotterdam[8]
- Pride of Hull[9]
- Pride of York[10]
- Pride of Bruges[11]
- European Causeway[12]
- European Highlander[13]
- European Seaway[14]
- Norbay[15]
- Norbank[16]